# Zizaniopsis
Zizaniopsis,  es un género de plantas herbáceas de la familia de las gramíneas o poáceas. Es originario del sur de Estados Unidos y Sudamérica.

## Etimología
El nombre del género se compone de Zizania (género de la misma familia) y opsis (similar), aludiendo a la similitud de los dos géneros.

## Especies
| - Zizaniopsis bonariensis (Balansa & Poitr.) Speg. - Zizaniopsis killipii Swallen - Zizaniopsis microstachya (Nees ex Trin.) Döll & Asch. - Zizaniopsis miliacea (Michx.) Döll & Asch. - Zizaniopsis villanensis Quarin |